# اتوفیلوس
اتوفیلوس (نام علمی: Atopochilus) جنس مورچه‌های سرخ مایل به قرمز بومی آفریقا است.

## گونه‌ها
در حال حاضر هفت گونه شناخته شده در این جنس وجود دارد:
- Atopochilus chabanaudi Pellegrin, 1938
- Atopochilus christyi Boulenger, 1920
- Atopochilus macrocephalus Boulenger, 1906
- Atopochilus mandevillei Poll, 1959
- Atopochilus pachychilus Pellegrin, 1924
- Atopochilus savorgnani Sauvage, 1879
- Atopochilus vogti Pellegrin, 1922

## شرح
گونه‌های اتوفیلوس لب و بیرل خود را به یک سوکرومات تغییر داده‌اند. گونه اتوفیلوس از اندازه ۶ تا ۱۴٫۱ سانتی‌متر (۲٫۴–۵٫۶ اینچ) طول دارد.